# سو مکینتاش
سو مکینتاش (انگلیسی: Sue McIntosh؛ زادهٔ ۱۹۴۶) بازیگر، مجری تلویزیون، روزنامه‌نگار اهل استرالیا است.
از فیلم‌ها یا مجموعه‌های تلویزیونی که وی در آن‌ها نقش داشته‌است، می‌توان به بنی هیل شو اشاره نمود.
وی همچنین برندهٔ جوایزی همچون جایزه لوگی شده‌است.